# Заволжское муниципальное образование (Озинский район)
Заволжское муниципальное образование — сельское поселение в составе Озинского района Саратовской области.
Административный центр — посёлок Новозаволжский. На территории поселения находятся 4 населённых пункта — 1 посёлок, 3 хутора .

## Население
| 2010 | 2011 | 2012 | 2013 | 2014 | 2015 | 2016 |
| ---- | ---- | ---- | ---- | ---- | ---- | ---- |
| 659  | ↘656 | ↘610 | ↘586 | ↘540 | ↗541 | ↘529 |
| 2017 | 2018 | 2019 | 2020 | 2021 |      |      |
| ↗537 | ↘509 | ↘483 | ↘467 | ↘411 |      |      |

## Состав сельского поселения
| № | Населённый пункт | Тип населённого пункта          | Население |
| - | ---------------- | ------------------------------- | --------- |
| 1 | Комсомольский    | хутор                           | ↘59       |
| 2 | Новозаволжский   | посёлок, административный центр | ↘568      |
| 3 | Новая Холманка   | хутор                           | 0         |
| 4 | Холманка         | хутор                           | 32        |